# Milan Rastislav Štefánik
Milan Rastislav Štefánik (n. 21 iulie 1880, Košariská, Trenčiansky kraj, Slovacia – d. 4 mai 1919, Ivanka pri Dunaji, Districtul Senec, Slovacia) a fost un astronom, politician și general slovac.
A fost unul dintre cofondatorii Republicii Cehoslovace.

## Studii
- Bratislava
- Sopron
- Szarvas
- facultatea de filozofie și astronomie a universității din Praga(1898-1904).

## Activitate profesională
- (1904-1906)- Observatorul astronomic Meudon (Franța)
- 1906-1914- Observatorul astronomic Mont Blanc (Franța)

## Expediții științifice
Stefanik a întreprins un număr de expediții în vederea observațiilor eclipselor totale de soare, ca angajat al observatoarelor astronomice franceze.  
- Turkistan
- Algeria
- Tahiti
- Ecuador (1913)

## Contribuții științifice
- Preocuparea științifică principală- astronomia solară. Tehnica observațiilor astronomice.  Ameliorarea spectroheliografului prin înlăturarea vibrațiilor (1906).

## Activități militare și politice
- General al armatei franceze (1914)
- Membru al Consiliului Național Ceh (1916- 1918)
- Misiuni diplomatice în SUA
- Ministru al apărării al Guvernului ceh în emigrație
- Organizator al Unităților militare cehe  în emigrație (Franța, Rusia, Italia)
- Conducător al rebeliunii cehe din Siberia Rusească (1919).

## Distincții
- Ordinul Mare Ofițer al Legiunii de Onoare (1914)